# Jacques Cartier
Jacques Cartier (Sant-Maloù, França, 31 de desembre de 1491 - Sant-Maloù, 1 de setembre de 1557), batejat Jakez Karter, fou un navegant i explorador bretó, el primer gran explorador francès de l'Amèrica del Nord.
Rebé l'encàrrec de Francesc I de França de cercar el pas del nord-oest cap a les Índies. El 1534 sortí de Sant-Maloù, arribà a Terranova, recorregué Nova Brunswick i tocà terra canadenca a Gaspé, on establí contactes amb els indis. El 1535 feu el segon viatge i descobrí el riu Sant Llorenç; arribà a la seva desembocadura i poc temps després remuntà el riu i arribà fins on posteriorment fou establerta la ciutat de Mont-real. En aquest viatge aprengué el nom del Canadà ('poble', en iroquès), i el 1536 tornà a França. El 1541 emprengué un tercer viatge sota el comandament de J.F. de la Roque, senyor de Roberval, nomenat lloctinent general del Canadà, amb qui intentà de fundar una colònia; va ser comandant de la colònia Charlesbourg-Royal els anys 1541 i 1542. Cartier, però, se separà de l'expedició i tornà al seu país. Escriví les relacions dels seus dos primers viatges.
Els mapes que va realitzar, van permetre que el golf i el riu sant Llorenç apareguessin per primera vegada en les representacions cartogràfiques del món. Cartier, en les seves Relations (relats o testimonis), va ser el primer europeu a descriure i nomenar aquestes aigües, les seves vores i visitar el territori que el va anomenar, també per primera vegada, Canadà.

## Biografia
No es tenen molts detalls sobre els seus primers anys de vida. Probablement va néixer a finals del 1491, a Sant-Maloù, Bretanya, localitat on moriria el 1557. Es va casar el 1520 amb Catherine, filla de Jacques des Granches, conestable de Sant-Maloù; amb aquest matrimoni, la seva condició social millorà notablement.
Alguns historiadors creuen que és possible que arribés a Terranova durant alguna campanya de pesca, ja que la zona era coneguda pels pescadors bascos i bretons. Altres, basant-se en els seus coneixements del portuguès, idioma que li va servir per a exercir d'intèrpret en nombroses ocasions un cop es va retirar de la vida pública, i en les abundants comparacions que fa en els seus escrits de viatge entre els amerindis de Nova França i els indígenes brasilers, especulen amb la possibilitat que hagués navegat amb Giovanni da Verrazzano en qualsevol dels viatges d'exploració de la costa brasilera. Però Verrazzano mai va explorar la costa brasilera, sinó la de l'Amèrica del Nord. A ell es deu el descobriment de Nova Angulema, a la regió de Nova York.
L'any 1532, Jean Le Veneur, abat del Monestir de Mont-Saint-Michel, el presenta al rei Francesc I de França. Com era navegant de gran perícia, el rei li va encomanar que cerqués una ruta per comunicar Europa i Àsia pel nord d'Amèrica (el «pas del nord-oest»), per a eludir el control establert pels castellans en aquell continent. També perquè trobés "certes illes i països en els quals es diu que hi ha d'haver gran quantitat d'or i altres riques coses". Amb aquest encàrrec va dur a terme tres viatges a Amèrica del Nord, entre 1534 i 1542, amb l'esperança de trobar un pas pel nord-oest cap a Àsia.
Un cop Cartier arribà a França després d'un decebedor tercer viatge, portant minerals que creia de valor, els experts li informaren que el que duia no eren pedres precioses sinó solament pirita i quars sense valor. Decebut, es retirà a la seva residència de Limoilou, prop de Sant-Maloù, on arribà a ser considerat un savi al qual se li consultaven molts afers, i era requerit pel seu coneixement del portuguès. Morí a causa de la pesta que colpejà la ciutat el 1557. Les seves restes descansen a la catedral de Sant-Maloù.

## Viatges

### Primer viatge

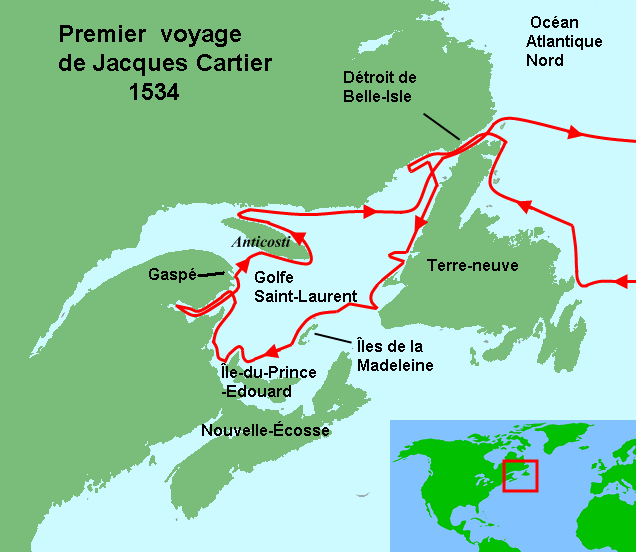
Mapa de la ruta del primer viatge de Jacques Cartier

El 1534, el rei li va encomanar el comandament d'una expedició amb l'esperança de descobrir un Pas del Nord-oest als rics mercats d'Àsia. Segons l'encàrrec, anava a «descobrir certes illes i terres on es diu que es troben gran quantitat d'or i altres objectes preciosos». Va partir el 20 d'abril de Sant-Maloù, comandant una flota de només dos vaixells i 61 homes i el va portar vint dies creuar l'oceà.

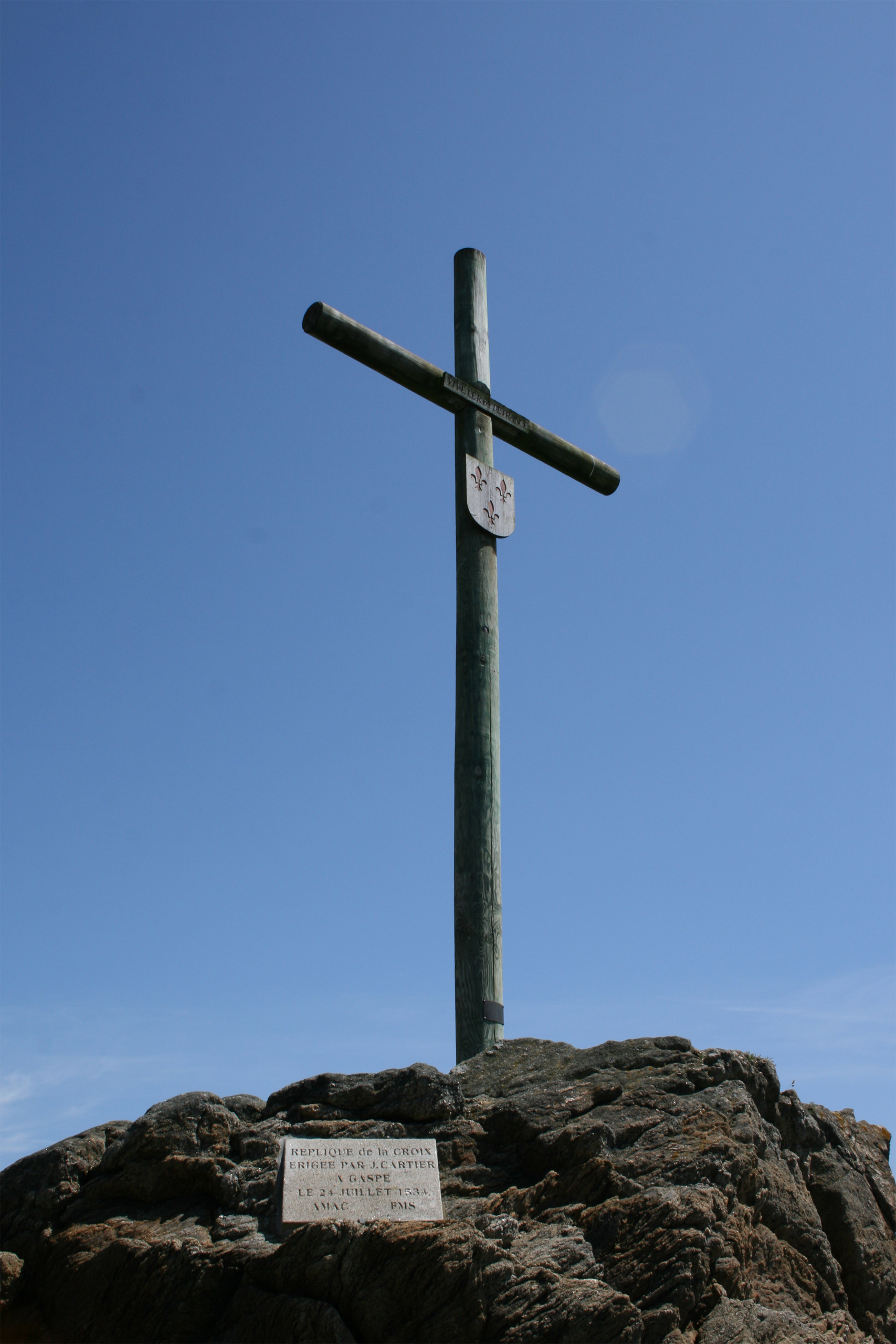
Rèplica a Tour Solidor (Sant-Maloù), de la creu erigida per Cartier a Gaspé al 24 juliol 1534.

El 10 de maig va arribar a les costes de Terranova, a Bonavista i va fondejar al port de Santa Caterina. Va vorejar l'illa en direcció nord i durant una parada a les «illa de les Aus» (actualment illa Funk); allà, la seva tripulació va sacrificar al voltant de 1.000 aus, la majoria d'elles eren grans gavots, ara ja extinta, fumant entre 5 i 6 tones de carn. Va seguir cap al nord i va trobar l'estret de Belle Isle, pel qual es va internar en direcció sud-oest accedint a l'interior del golf de Sant Llorenç. Va costejar l'illa de Terranova pel seu vessant occidental, descobrint l'arxipèlag de les illes de la Magdalena. Va seguir després en direcció sud-est fins a arribar a l'illa del Príncep Eduard i després va vorejar la costa oriental de la península de Gaspésie. Cartier va tenir la primera de les dues trobades amb els pobles aborígens del Canadà al costat nord de la badia des Chaleur, segurament amb micmacs, unes breus trobades en les quals van realitzar algun intercanvi comercial.
La seva tercera trobada va tenir lloc a les costes de la badia de Gaspé amb un grup d'iroquesos de Sant Llorenç, on el divendres 24 de juliol, va plantar una creu de 10 metres amb les paraules «Visca el rei de França» i va prendre possessió del territori en nom del rei. El canvi en el seu estat d'ànim era una clara indicació que els iroquesos van entendre les accions de Cartier. Es va guanyar amb els seus regals els dos fills del cap Donnacona, Domagaya i Taignoagny, i els va retenir contra la seva voluntat en el vaixell. Cartier va escriure que per ells li va donar a la regió on van ser capturats el nom de «Honguedo». El cap dels nadius, a disgust, va arribar a un acord que podria portar els seus fills com a ostatges, amb la condició que tornés amb productes europeus per al comerç.
Cartier va partir i després envoltar gairebé completament l'illa d'Anticosti, a la qual va batejar com illa Assomption, va seguir navegant per la costa septentrional del golf de Sant Llorenç en direcció nord-est. Va arribar novament a l'estret de Belle Isle i ja a mar obert, va emprendre el camí de tornada a França, arribant a Sant-Maloù el 5 de setembre de 1534, després d'una travessia de 21 dies, creient que havia arribat a la costa asiàtica.

### Segon viatge

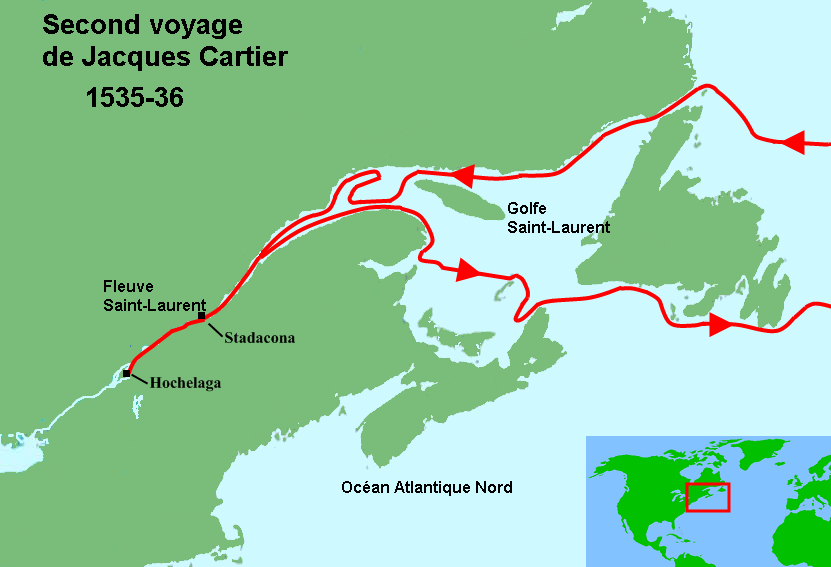
Mapa de la ruta del segon viatge de Cartier

El segon viatge va tenir lloc des de 1535 fins al 1536. L'expedició constava de 110 homes i tres vaixells: La Grande Hermine (120 tones), la nau en la qual viatjava Cartier, Le Petite Hermine (60 tones), que comandava del seu cunyat Macé Jalobert, i l'Emerillon (40 tones), a càrrec de Guillaume, un bretó. Es van preveure queviures per a quinze mesos. Els dos amerindis que en el primer viatge, de retorn, havien anat a França ara eren membres de l'expedició i ambdós parlaven ja francès.
Van partir el 19 de maig i van tornar a realitzar la mateixa travessia del primer viatge, encara que des de l'inici dels vaixells van ser separats per les tempestes. Arribar a l'illa dels Ocells i de nou es van internar per l'estret de Belle Isle, seguint aquesta vegada vorejant la costa septentrional i creuant l'estret de Jacques Cartier, entre l'illa d'Anticosti i el continent. En Anacostia (en aquest moment consagrada a Sant Llorenç) els tres vaixells es van reunir de nou i gràcies, als consells dels dos nadius, van aconseguir navegar remuntant l'estuari del Sant Llorenç i després el curs del riu Sant Llorenç, descobrint que es tractava d'un riu en comprovar que l'aigua era dolça.
El de 7 de setembre van arribar davant de la vila iroquesa de Stadaconé. Allà Cartier va tornar a reunir-se amb el cap Donnacona, qui tracta de dissuadir als francesos de seguir remuntant el riu, ja que volia assegurar-se el monopoli comercial del riu. Cartier no acceptà, allibera els fills del cap, i decidí seguir sense intèrprets. Cartier va deixar els dos vaixells grans i part de l'expedició en un port natural al riu. S'instal·laren un campament que seria l'origen de la ciutat de Quebec. Cartier seguí remuntant el riu amb l'"Emerillon" i dos llaguts, però el seu cabal aviat li impedí prosseguir més enllà del llac Saint-Pierre. Cartier va arribar el 2 d'octubre de 1535, a uns 200 km riu amunt de Stadaconé, un gran poble roblox, Hochelaga, localitzat al peu del mont Royal, que serà l'emplaçament de la futura ciutat de Mont-real. Hochelaga era molt més impressionant que el petit i miserable poble de Stadaconé, i més de 1 000 iroquesos es van acostar a la vora del riu per saludar els francesos. La població estava envoltada per una triple palissada circular de fusta, tenia una sola porta d'accés i comptava amb unes cinquanta cases comunitàries. El lloc de la seva arribada ha estat identificat amb total confiança com el començament de Sainte-Marie Sault on hi ha el pont que porta el seu nom. L'expedició no va poder seguir endavant, ja que el riu estava bloquejat per una zona de ràpids. Tan segur estava Cartier que el riu era el Pas del Nord-oest i que els ràpids eren tot el que li impedia seguir navegant i arribar a la Xina, que els va batejar amb el nom que els ràpids (i la ciutat que amb el temps va créixer prop d'ells) encara conserven: els ràpids de Lachine (i la ciutat de Lachine, Quebec).
El cap del poble afirmava que era possible seguir remuntant el riu cap a l'oest durant tres llunes i des del riu dels Utawe dirigir-se cap al nord i penetrar en una zona on hi havia plata en abundància. Després de passar dos dies entre el poble de Hochelaga, Cartier va tornar a Stadaconé l'11 d'octubre. No se sap exactament quan es va decidir a passar l'hivern de 1535-36 allà, i que per llavors ja era massa tard per tornar a França. Cartier i els seus homes es van preparar per a l'hivern construint un fort (fort de Santa Cruz), aixecant cases amb dobles parets farcides de borra, fent apilament de llenya i salant caça i pesca. Aquest campament serà l'origen de la ciutat de Quebec.
Les relacions amb els iroquesos eren bones, malgrat alguns desacords sense importància, que mai van arribar a desembocar en actes violents. Durant aquest hivern, Cartier va compilar una mena de diccionari geogràfic que incloïa diverses pàgines sobre els costums dels indígenes, en particular, el seu hàbit d'usar només tapalls i leggings, fins i tot en ple hivern. Cartier va descobrir les primeres cabelleres arrencades a la casa de Donnacona, que pertanyien als membres d'una altra tribu rival, i també va provar el tabac. Els nadius recollien i assecaven la fulla a l'estiu i després la reduïen a pols, una pols que transportaven en petites bosses penjades del coll que després fumaven. Els nadius ho consideraven molt profitós per a la salut i Cartier va accedir a provar-ho, però després de l'aspiració, gairebé mor asfixiat.
L'arribada de l'hivern va sorprendre els vaixells francesos a la desembocadura del riu Sainte-Croix (avui riu Saint-Charles, al Quebec), tot i anar ben preparats, amb un trencaglaç de fusta al davant. Des de mitjans de novembre fins a mitjans d'abril de 1536, la flota francesa va romandre atrapada al riu gelat; el gel tenia més d'una braça (1,8 metres) de gruix al riu, i la neu caiguda a terra més de quatre peus (1,2 metres). Els homes emmalaltiren d'escorbut, primer els iroquesos i després els francesos. Mentre els francesos morien, alguns indígenes en sortien ben parats. En el seu diari, a mitjans de febrer, Cartier anota que «dels 110 que érem, només deu estaven prou bé com per ajudar els altres, una cosa lamentable veure». Cartier anota que més de cinquanta nadius van morir, però que alguns van aconseguir curar-se. Un dels nadius que van sobreviure va ser Domagaya, el fill del cap, que havia estat portat a França l'any anterior. Durant una visita amistosa a Domogaya, des del fort francès, Cartier li va preguntar amb precaució –perquè no arribessin a conèixer la debilitat del seu grup– sobre com aconseguien recuperar-se, i va saber que tenien una preparació de fulles d'un arbre conegut com a annedda (probablement Arbor vitae o cedre blanc (Thuja occidentalis) que podia curar l'escorbut. Aplicà aquest tractament als seus homes, i aviat aquests començaren a recuperar-se; aquest remei probablement va salvar a l'expedició francesa de la destrucció permetent que 85 francesos sobrevisquessin l'hivern.
El març va arribar la gran migració de caribús i tot el poblat iroquès es va posar en marxa per abatre'ls, amb llances, dards i fletxes. A la primavera, a l'abril, van acabar les caceres i van tornar els iroquesos. Cartier comença al témer d'ells i va preparar la marxa. El 3 de maig, amb gran cerimònia, va hissar una creu en el fortí, de 35 peus d'alt, amb la inscripció: «Franciscus primus Dei gratia Francorum Rex regnat». De forma astuta, va capturar Donnacona, els seus dos fills i set iroquesos perquè ells, en persona, poguessin explicar la història d'aquest país més al nord, anomenat el «Regne de Saguenay», que deien estava ple d'or, robins i altres tresors. Aprofitant el desglaç, el 6 de maig, va posar rumb a França, abandonant el Petite Hermine, per al qual ja no tenien tripulants. Després d'un ardu viatge pel riu Sant Llorenç i l'estuari, van tornar per l'estret de Honguedo (deixant l'illa d'Anticosti al nord) i després de creuar el golf de Sant Llorenç van sortir a l'Atlàntic per l'estret de Cabot, deixant aquesta vegada l'illa de Terranova al nord. Seguir i després batejar l'arxipèlag de Saint-Pierre i Miquelon al seu pas, i després de tres setmanes de travessia per l'Atlàntic, Cartier i els seus homes van arribar a Sant-Maloù el 15 de juliol de 1536, finalitzant el seu segon viatge 14 mesos després de la partida, el viatge més profitós de tots els que realitzaria Cartier i convençut de nou que hi havia explorat part de la costa oriental d'Àsia.

### Tercer viatge i darrers anys

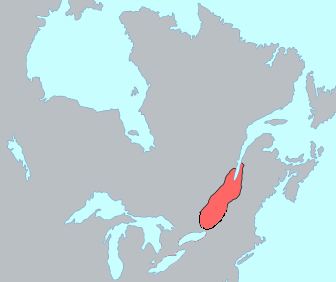
Territori ocupat pels iroquesos de Sant Llorenç, cap al 1535

Donnacona comprengué què és el que estaven buscant els francesos: or, gemmes, espècies. Així, els descrigué el que entenia que volien sentir, i els parlà del regne mitològic de Saguenay. Francesc I, malgrat les seves preocupacions militars a causa de les seves disputes amb Carles I, es deixa convèncer per preparar una tercera expedició exploratòria, però en cap moment semblaren decidits a establir cap colònia. Tanmateix, de sobte canvia l'estratègia. El 17 octubre 1540 Francesc I va ordenar a Cartier que tornés al Canadà per donar pas a un projecte de colonització del que seria «capità general». Els dos objectius principals passaren a ser la colonització i la difusió de la fe catòlica.

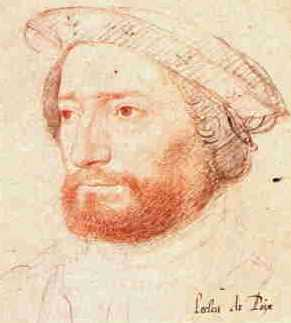
Jean-François de La Rocque de Roberval, per Jean Clouet, 1540, (Museu Condé, Chantilly).

Tanmateix, el 15 gener 1541 Cartier es va veure substituït per Jean-François de la Rocque de Roberval, un home de la cort, protestant i amic personal del rei, que va ser nomenat primer tinent general del Canadà francès. Roberval va ser l'encarregat de dirigir l'expedició amb Cartier com a principal navegant.
Es preparà l'expedició, amb cinc vaixells, en els quals s'embarcà bestiar, i alliberaren els presoners per a convertir-los en colons. Pel que fa als indígenes arribats en el segon viatge, Donnacona havia mort cap al 1539, igual que altres iroquesos; altres es casaren, però cap tornà a Amèrica. Roberval, home de la cort i poc experimentat, provocà que els preparatius anessin amb retard; fet que provocà que Cartier s'impacientés. Mentre Roberval esperava per l'artilleria i subministraments, va donar permís a Cartier perquè navegues per davant amb els seus vaixells. El 23 de maig Cartier va partir de Sant-Maloù en el seu tercer viatge amb aquestes cinc naus. Després d'una calamitosa travessia aconseguí arribar a Stadaconé l'agost del 1541. Aquesta vegada, s'havia oblidat qualsevol idea de trobar un pas cap a l'Orient i els objectius eren ara trobar el regne de Saguenay i les seves riqueses i establir un assentament permanent al llarg del riu Sant Llorenç. El retrobament amb els iroquesos, després de tres anys, fou càlid malgrat l'anunci de la mort de Donnacona; però després les relacions es deterioraren fins al punt que Cartier decidí instal·lar-se en un altre lloc.
Va navegar a vela unes milles riu amunt a un lloc que en l'anterior viatge havia observat i va decidir instal·lar-se a la confluència del riu Sant Llorenç amb el riu del Cap Roig, el lloc de l'actual Cap-Rouge (Quebec), per preparar la colonització. Els condemnats i els altres colons van ser desembarcats, el bestiar que havia sobreviscut a tres mesos a bord dels vaixells va quedar lliure i es van sembrar petits horts amb llavors de col, nap i enciam. Es va fortificar l'assentament, que va ser nomenat Charlesbourg-Royal i també es va erigir un altre fort al penya-segat, amb vistes a l'assentament, per a més protecció. Va arribar l'hivern i no arribaren notícies de la presència de Roberval ni de la resta de l'expedició.
Mentrestant, acumulà or i diamants que aconseguí amb les seves negociacions amb els iroquesos de Sant Llorenç, minerals que asseguraven haver recollit pels voltants d'on es trobaven. Dos dels vaixells van ser enviats a casa amb alguns d'aquests minerals el 2 de setembre i un cop arribats, els experts van informar que havien portat només pirita i quars, sense cap valor. El seu decepció va donar origen a l'expressió francesa que és «fals com els diamants del Canadà» («faux comme des diamants du Canadà»).
Després d'haver establert tasques per a tots, Cartier deixa el fort el 7 de setembre i partí en un bot en un reconeixement a la recerca del regne de Saguenay. Havent arribat una altra vegada a Hochelaga, el mal temps i els nombrosos ràpids li van impedir continuar fins al riu Ottawa. De tornada a Charlesbourg-Royal, Cartier va trobar que la situació era ominosa. Els iroquesos ja no feien visites amistoses i els venien peix i caça, sinó que els rondaven de manera sinistra. No hi ha registres sobre l'hivern de 1541-42 i la informació s'ha d'obtenir dels pocs detalls que van comptar a la tornada dels mariners. Pel que sembla, els indígenes van atacar i van matar a uns 35 colons francesos abans que es poguessin retirar darrere de les seves fortificacions. Tot i que l'escorbut va poder ser curat amb el recurs natural (la infusió de Thuja occidentalis), la impressió és d'una misèria general i Cartier sentí la creixent convicció que no hi havia mans suficients ni per a protegir la seva base ni per anar de nou a la recerca del regne de Saguenay.
Cartier va decidir tornar a França a principis de juny de 1542, i en el viatge de tornada va trobar Roberval i els seus vaixells al llarg de la costa de Terranova, quan Roberval deixava Margarida de la Rocque. Tot i la insistència de Roberval que l'acompanyés de tornada a Saguenay, Cartier va desaparèixer a l'empara de la foscor i va seguir cap a França, convençut que en els seus vaixells hi havia una gran quantitat d'or i diamants. Va arribar allà a l'octubre, en el que va resultar ser el seu últim viatge. A l'arribada, s'assabentà que els minerals que duia no eren valuosos, i molt decebut es retirà a la seva residència de Limoilou.
Mentrestant, Roberval va prendre el comandament de Charlesbourg-Royal, però la colònia va ser abandonada el 1543, després que les malalties, el mal temps i els nadius hostils portessin els aspirants a colons a la desesperació.

## Llegat
Cartier, després d'haver localitzat l'entrada al golf de Sant Llorenç en el seu primer viatge, va obrir la via navegable més gran per a la penetració europea a Amèrica del Nord i va realitzar una estimació intel·ligent dels recursos del Canadà, tant naturals com humans, encara que amb una exageració considerable de la seva riquesa mineral. Si bé algunes de les seves accions amb els iroquesos al riu Sant Llorenç van ser deshonroses, va intentar alhora establir amistat amb ells i amb els altres pobles indígenes que vivien al llarg del riu Sant Llorenç, un preliminar indispensable per a l'assentament de França en els seus terres.
Cartier va ser el primer a utilitzar en documents el nom del Canadà per a designar el territori a la vora del riu Sant Llorenç. El nom deriva de la paraula Huron-iroquesa de «Kanata», o llogaret, que va ser interpretat erròniament com el terme nadiu de les terres descobertes. Cartier va usar el nom per descriure Stadaconé, la terra dels voltants i el mateix riu. I Cartier va anomenar «canadencs» (canadiens) als habitants (iroquesos) que havia vist allà. A partir de llavors el nom del Canadà es va utilitzar per designar la petita colònia francesa en aquestes costes, i els colons francesos van ser anomenats canadencs fins a mitjan segle xix, quan el nom va començar a ser aplicat a les colònies lleials als Grans Llacs i més tard a tota l'Amèrica del Nord britànica. Cartier no és estrictament el descobridor europeu del Canadà, com aquest país s'entén avui, una gran federació «a mari usque ad mare» (de mar a mar). Les parts orientals ja havien estat visitades pels nòrdics, així com per pescadors bascos, gallecs i bretons, i potser pels germans Corte-Reial i per John Cabot (a més, per descomptat, dels indígenes que primer van habitar el territori). La contribució més important de Cartier al descobriment del Canadà va ser el primer europeu a penetrar al continent, i, més precisament, a la regió oriental de l'interior al llarg del riu Sant Llorenç. Les seves exploracions consolidar les reclamacions franceses del territori que més tard seria colonitzat com la Nova França, i el seu tercer viatge va produir el primer intent europeu documentat d'assentament a Amèrica del Nord des dels de Lucas Vázquez de Ayllón, en 1526-27.
Els ràpids que semblaven bloquejar el camí a la Xina ("La Chine" en francès) són coneguts com els «Lachine Rapids» encara avui.
La capacitació professional de Cartier és fàcil de determinar. Tenint en compte que Cartier va realitzar tres viatges d'exploració en aigües perilloses i desconegudes fins aleshores, sense perdre un sol vaixell, i que va entrar i Saioa d'uns 50 ports desconeguts sense contratemps greus, pot ser considerat un dels navegants més conscienciosos de l'època.
Cartier també va ser un dels primers a reconèixer formalment que el Nou Món era una massa de terra separada d'Europa i Àsia.
El 2005, el llibre de Cartier, Bref récit et succincte narration de la navigation fait en MDXXXV et MDXXXVI [breu narrativa i succinta descripció de la navegació feta el MDXXXV i MDXXXVI] va ser considerat per la Literary Review of Canada com el llibre més important en la història del Canadà.
L'illa de Jacques Cartier, situada a la punta de la península Great Northern, a Terranova i Labrador, a la ciutat de Quirpon, es diu que va ser nomenada pel mateix Jacques Cartier en un dels seus viatges per l'estret de Belle Isle, durant la dècada de 1530.

### La colònia perduda de Charlesbourg-Royal
El 18 d'agost de 2006, el primer Ministre del Quebec, Jean Charest, va anunciar que els arqueòlegs canadencs havien descobert la ubicació exacta de la primera colònia perduda de Cartier de Charlesbourg-Royal. La colònia va ser construïda on el riu Cap Rouge desemboca al riu Sant Llorenç i es basa en el descobriment de restes de fusta cremada que han estat datats a mitjan segle xvi, i d'un fragment d'una placa decorativa Istoriato fabricada en Faenza, Itàlia, entre 1540 i 1550, que només podria haver pertangut a un membre de l'aristocràcia francesa a la colònia. És molt probable que aquest fos el Sieur de Roberval, que va reemplaçar a Cartier com a líder de la colònia. Aquesta colònia va ser el primer assentament europeu conegut en l'actual Canadà des de la vila vikinga de L'Anse aux Meadows, al nord de l'illa de Terranova, de prop de l'any 1000 aC. El seu redescobriment ha estat aclamat pels arqueòlegs com la troballa més important al Canadà des del redescobriment de L'Anse aux Meadows.

### Monuments
Cartier ha estat homenatjat amb nombrosos monuments, i carrers i places han estat nomenats en honor seu. Els més destacats són:
- Plaça Jacques-Cartier, una important plaça al Vell Port de Mont-real.
- Riu Jacques-Cartier.
- Pont Jacques-Cartier.
- Jacques Cartier State Park.
- Pavelló Cartier (Cartier Pavilion), construït el 1955 al Royal Military College de Saint-Jean.
- Monument Jacques Cartier, a l'illa Harrington.

### Relations
Cap manuscrit original dels relats o testimonis (Relations) de Cartier ha sobreviscut, o no s'ha pogut identificar amb certesa als autors dels manuscrits trobats.
El relat del segon viatge de Cartier (1535-1536) va ser publicat el 1545 a París i només hi ha tres exemplars coneguts d'aquesta impressió. Després, els relats dels viatges primer i segon van ser traduïts a l'italià per Giovanni Battista Ramusio i publicats diverses vegades des de 1556. Els textos italians van ser traduïts a l'anglès per John Florio el 1580, i després al francès per Rafael du Petit Val, el 1598. Els manuscrits perduts, els relats del tercer viatge i del viatge de Roberval es coneixen només a través de la traducció a l'anglès de Richard Hakluyt publicada en 1600. Els viatges de Cartier són ressenyats a continuació en la Histoire de la Nouvelle-France (àmpliament distribuïda), de Lescarbot (1609-1917) i Charlevoix (1744). Els textos (segons Hakluyt) dels tres relats de Cartier i el de Roberval es van reunir per primera vegada al Quebec el 1843. Va ser en l'època en què Jacques Cartier va ser redescobert.
Hi ha altres documents que es van trobar en els arxius europeus en la segona meitat del segle xix, aportant nova informació i correccions: tres manuscrits del relat del segon viatge van ser estudiats en una edició de 1863, un manuscrit del relat primer viatge va ser publicat el 1867. Henry Percival Biggar va realitzar el 1924 un estudi crític dels textos.